# العلاقات الساموية الفانواتية
العلاقات الساموية الفانواتية هي العلاقات الثنائية التي تجمع بين ساموا وفانواتو.

## مقارنة بين البلدين
هذه مقارنة عامة ومرجعية للدولتين:
| وجه المقارنة                                              | ساموا                        | فانواتو                                  |
| --------------------------------------------------------- | ---------------------------- | ---------------------------------------- |
| المساحة (كم2)                                             | 2.84 ألف                     | 12.19 ألف                                |
| عدد السكان (نسمة)                                         | 196.44 ألف                   | 276.24 ألف                               |
| الكثافة السكانية (ن./كم²)                                 | 69.17                        | 22.66                                    |
| العاصمة                                                   | أبيا                         | بورت فيلا                                |
| اللغة الرسمية                                             | لغة إنجليزية، اللغة الساموية | اللغة البسلاما، لغة فرنسية، لغة إنجليزية |
| العملة                                                    | تالا ساموي                   | فاتو فانواتي                             |
| الناتج المحلي الإجمالي (بليون دولار)                      | 856.63 مليون                 | 862.88 مليون                             |
| الناتج المحلي الإجمالي (تعادل القوة الشرائية) بليون دولار | 1.15 مليار                   | 790.76 مليون                             |
| الناتج المحلي الإجمالي الاسمي للفرد دولار أمريكي          | 3.94 ألف                     | 2.81 ألف                                 |
| الناتج المحلي الإجمالي للفرد دولار أمريكي                 | 5.79 ألف                     | 3.03 ألف                                 |
| مؤشر التنمية البشرية                                      | 0.702                        | 0.594                                    |
| رمز المكالمات الدولي                                      | +685                         | +678                                     |
| رمز الإنترنت                                              | .ws                          | .vu                                      |
| المنطقة الزمنية                                           | ت ع م+13:00                  | ت ع م+11:00                              |

## منظمات دولية مشتركة
يشترك البلدان في عضوية مجموعة من المنظمات الدولية، منها:
| علم المنظمة | اسم المنظمة                                 | تاريخ انضمام ساموا | تاريخ انضمام فانواتو |
| ----------- | ------------------------------------------- | ------------------ | -------------------- |
|             | يونسكو                                      | 3 أبريل 1981       | 10 فبراير 1994       |
|             | مؤسسة التمويل الدولية                       | 28 يونيو 1974      | 28 سبتمبر 1981       |
|             | بنك التنمية الآسيوي                         | 1966               | 1981                 |
|             | منظمة حظر الأسلحة الكيميائية                | ?                  | ?                    |
|             | مؤسسة التنمية الدولية                       | 28 يونيو 1974      | 28 سبتمبر 1981       |
|             | منظمة التجارة العالمية                      | ?                  | ?                    |
|             | وكالة ضمان الاستثمار متعدد الأطراف          | 27 سبتمبر 2002     | 27 يوليو 1988        |
|             | الاتحاد البريدي العالمي                     | ?                  | ?                    |
|             | الاتحاد الدولي للاتصالات                    | 7 أكتوبر 1988      | 30 مارس 1988         |
|             | الأمم المتحدة                               | 15 ديسمبر 1976     | 15 سبتمبر 1981       |
|             | البنك الدولي للإنشاء والتعمير               | 28 يونيو 1974      | 28 سبتمبر 1981       |
|             | مجموعة دول أفريقيا والكاريبي والمحيط الهادئ | ?                  | ?                    |
|             | تحالف الدول الجزرية الصغيرة                 | ?                  | ?                    |
|             | دول الكومنولث                               | ?                  | ?                    |